# Liste des compagnies minières
Cet article est une liste des compagnies minières existant ou ayant existé dans le monde. Cette liste est incomplète et le nom des groupes existant est susceptible de changer.

## Exemples connus
Parmi les leaders du domaine minier opèrent notamment BHP Billiton, Rio Tinto (RIO), Anglo American (AAL), et Glencore (GLEN) qui sont généralement des compagnies multinationales et dont les investissements sont très diversifiés. Il existe aussi des compagnies consacrées à un seul gisement ou à un seul type de minerai.

## Tendances du marché
Selon un rapport de 2012, les grandes compagnies ont continué à engranger des bénéfices, malgré la crise de 2008, en raison notamment de la croissance de la consommation de minerai de la Chine. Mais ces compagnies sont moins soutenues par les investisseurs boursiers ou financiers en raison d'un marché plus incertain.
A l'image du constat fait dans le domaine pétrolier et gazier, certaines ressources voient leur qualité se dégrader et/ou tendent à s'épuiser pour ce qui concerne les gisements facilement exploitables. Leur exploitation fait donc l'objet de coûts croissants (à quantité extraite identique).
De plus ces gisements peuvent en outre être situés dans des pays sociopolitiquement instables.
Et de plus en plus de pays riches en ressources naturelles et/ou minières dits émergents ou en développement ont des politiques minières soumise à des revirements imprévus, et/ou imposent qu'une part plus importante des revenus miniers leur revienne, sous forme monétaire (redevances, écotaxes, impôts...), ou réservent leurs droits de propriété et/ou imposent des investissements dans le développement ou les infrastructures du pays ou des régions exploités, y compris parfois pour le raffinage sur place des minerais (qui permet d'exporter des produits avec plus de valeur ajoutée). Certains gouvernements imposent aux sociétés minières des contrats de type free-carried interests, c'est-à-dire où compagnie minière assume 100 % des risques et coûts, le pays touchant une part des revenus en échange de la délivrance du permis de recherche puis d'exploitation.
La demande croissante de respect et de réparation de l'environnement peut aussi diminuer les bénéfices des compagnies.
La fraude et la corruption sont aussi deux freins à l'investissement minier selon Ernst & Young

## Liste (non exhaustive)
- Haut – A
- B
- C
- D
- E
- F
- G
- H
- I
- J
- K
- L
- M
- N
- O
- P
- Q
- R
- S
- T
- U
- V
- W
- X
- Y
- Z

## A
- Adex Mining
- Aborigine Nig
- Agnico-Eagle Mines
- African Rainbow Minerals
- Alcan
- ALROSA
- Alumina Limited
- Aluminerie Alouette
- Americas Petrogas
- Anaconda Copper
- Anglo American
- Anglo Platinum
- Asia Pacific Banking Investment Group
- Asia Mining Development Executives
- AngloGold Ashanti
- Antam
- Antofagasta Plc
- Aricom
- Asbestos Corporation
- Ascendant Copper, devenu Copper Mesa Mining
- Astra Mining
- Aur Resources
- Aurubis
- Avalon Rare Metals
- Aditya Birla Group

## B
- Barrick Gold
- Bard Ventures Company
- Bema Gold
- Bharat Aluminium Company
- BHP Billiton
- Bishi Metals
- Blaafarveværket
- Blackfire Exploration
- Bonanza Goldfields Corporation
- Bougainville Copper
- Bre-X
- Breakwater Resources

## C
- Calder Maloney
- Cambior
- Canadian Salt Company
- Canico Resource
- Candente Copper
- Cape Breton Development Corporation
- Carmeuse
- Chinalco
- Cliffs Natural Resources
- Coal & Allied Industries
- Codelco
- Coal India
- Companhia Vale do Rio Doce
- Compass Minerals
- Compass Resources
- Consolidated Zinc
- Copper Mesa Mining
- Cordero Mining Company
- Cordier Mines
- Cornerstone Capital Resources Inc.
- Cuprom
- Crowflight Minerals
- Cyprus Mines Corporation
- Coal India Limited
- Copper North Mining

## D
- Dampier Salt
- De Beers
- Debswana
- Doe Run Company
- Drummond Company
- Dundee Corporation
- Dutch Gold Resources
- Empresa Nacional Minera del Ecuador

## E
- Echo Bay Mines
- Elatzite Med
- Eldorado Gold
- Eldorado Mining and Refining Limited
- Empire Zinc Company
- ENAMI EP (Équateur)
- ENAMI (Chili)
- En+ Group
- Energy Resources of Australia
- Eramet
- Evraz
- Exxaro

## F
- Falconbridge
- Falcon Gold Zimbabwe Limited
- Firestone Ventures
- First Quantum Minerals
- FNX Mining
- Freeport-McMoRan

## G
- Gambit Trade
- Gécamines
- Glamis Gold
- Glencore
- Gogebic Taconite
- Gold Fields
- Gold Reserve
- Goldcorp
- GrowMax Agri Corp
- Grupo México

## H
- Harmony Gold (mining)
- Harry Winston Diamond Corporation
- Hearst, Haggin, Tevis and Co.
- Hillsborough Resources Limited
- Hollinger Mines
- Hochschild Mining

## I
- Iamgold
- Imerys
- International Coal Group
- Iron Ore Company of Canada

## K
- Kazakhmys
- Kenmare Resources
- Kennecott Utah Copper
- KGHM Polska Miedź
- Kinross Gold
- Komet Ressources
- Korea General Magnesia Clinker Industry Group
- Korea General Zinc Industry Group
- Kamoa copper company

## L
- La Pointe Mining Company
- Lexam
- Lonmin
- Lucara Diamond Corp
- Luzenac Group

## M
- Maaden
- Magnum Prime Earth Resources
- Marange Resources Zimbabwe
- Martin Marietta Materials
- Massey Energy
- Mbada Diamonds Zimbabwe
- Metallica Resources
- Metallon Gold Zimbabwe
- Mimosa Mining Company
- Minera Andes
- Minera Escondida
- Mining Association of the United Kingdom
- Mosaic
- Mount Lyell Mining and Railway Company
- MSPL Limited
- Murowa Diamonds Zimbabwe
- Mwana Africa

## N
- NERCO
- New Jersey Zinc Company
- Newcrest Mining
- Newmont Mining
- New Dawn Mining Corporation
- NIREX
- Noranda
- Nordgold
- NovaGold Resources
- Nevsun Resources
- NMDC Limited

## O
- Orex Exploration
- Orissa mining corporation
- Osisko Mining

## P
- Premium International Mining Company (PIMCO)
- Pan American Silver Corporation
- Pacific Coast Borax Company
- Palabora Mining Company
- Peñoles
- Perseus Mining Limited
- Peter Kiewit Sons
- Peter Hambro Mining
- Petra Diamonds
- Petra Minerals
- Phelps Dodge
- Pilbara Iron
- Polymetal
- Polyus Gold
- Potash Corporation of Saskatchewan

## Q
- QIT-Fer et Titane
- QIT Madagascar Minerals

## R
- Reading Anthracite Company
- Rio Tinto Alcan
- Rio Tinto Coal Australia
- Rio Tinto Group
- Rockwell Diamonds
- RSC Mining and Mineral Exploration

## S
- Saskatchewan Minerals
- Semafo
- Sesa Goa
- Sherritt International
- Shabani & Mashaba Mines Private Limited Zimbabwe
- Sibelco
- Sifto Canada
- Silver Standard Resources
- Silver Wheaton
- Silvercorp Metals
- SolGold plc.
- Somima
- Solitario Exploration & Royalty
- Soquem
- South American Silver Corporation
- South Maitland coalfields
- Star Uranium
- Store Norske Spitsbergen Kulkompani
- Stornoway
- Stroud Resources

## T
- Teck Cominco
- Tenke Mining
- Thompson Creek Metals
- Titanium Resources Group
- Tiwest Joint Venture

## U
- US Gold Corporation
- UK Coal

## V
- Vale
- Vale Inco
- Vedanta Resources
- Votorantim Metais
- Vulcan Materials Company

## W
- Walter Energy

## X
- Xstrata

## Y
- Yamana Gold

## Z
- Zreyas Earth Minerals
- Zimasco Limited
- Zimbabwe Mining Development Corporation